# Macon (België)
Macon is een dorp in de Belgische provincie Henegouwen, en een deelgemeente van de Waalse gemeente Momignies.
Macon was een zelfstandige gemeente, tot die bij de gemeentelijke herindeling van 1977 toegevoegd werd aan de gemeente Momignies. Bijna alle huizen zijn uit blauwe hardsteen opgetrokken. De opvallende Lindeboom op het pleintje voor de kerk stamt uit 1714.

## Demografische ontwikkeling
- Bronnen:NIS, Opm:1831 tot en met 1970=volkstellingen, 1976= inwoneraantal op 31 december

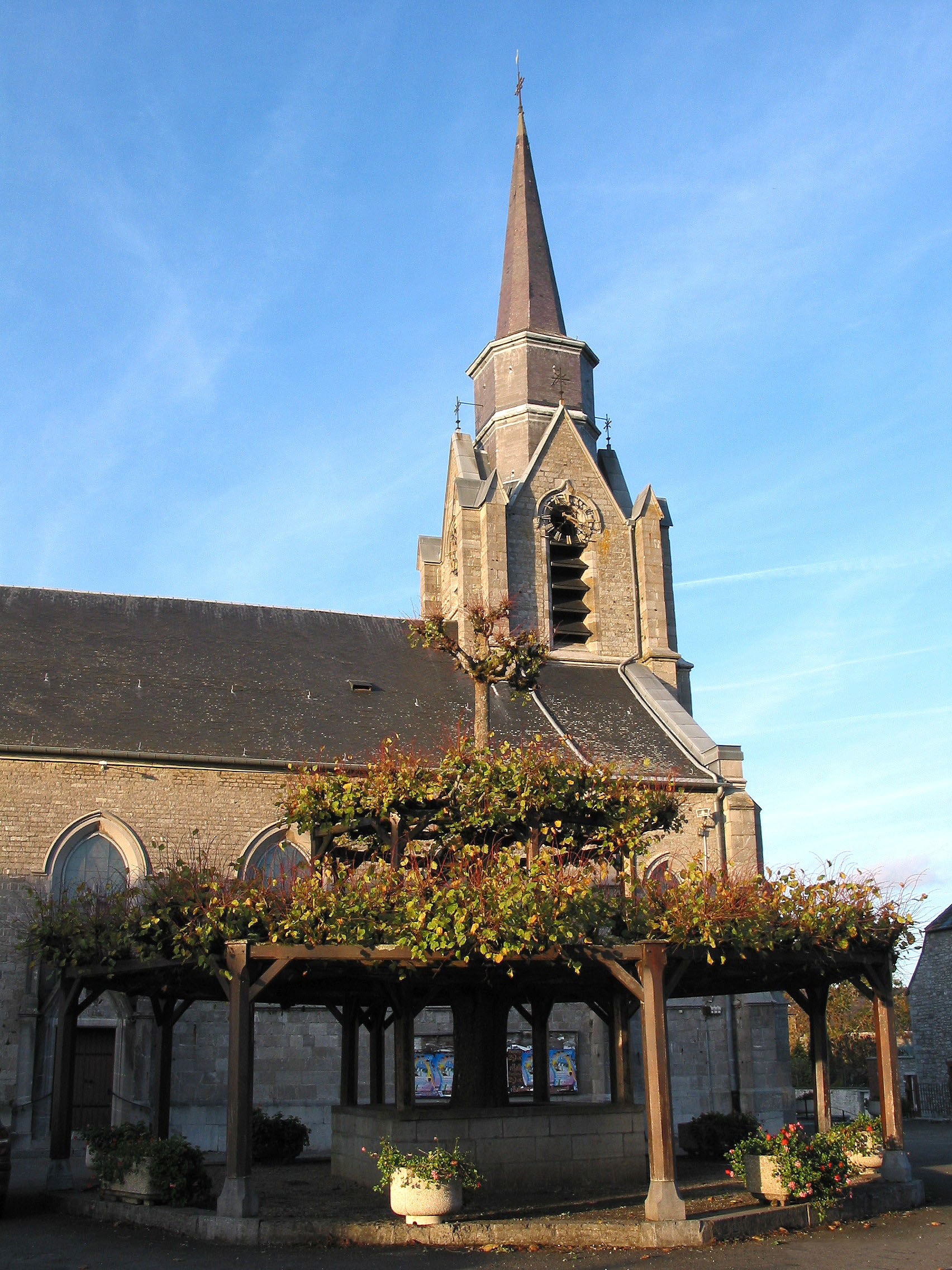
Kerk.
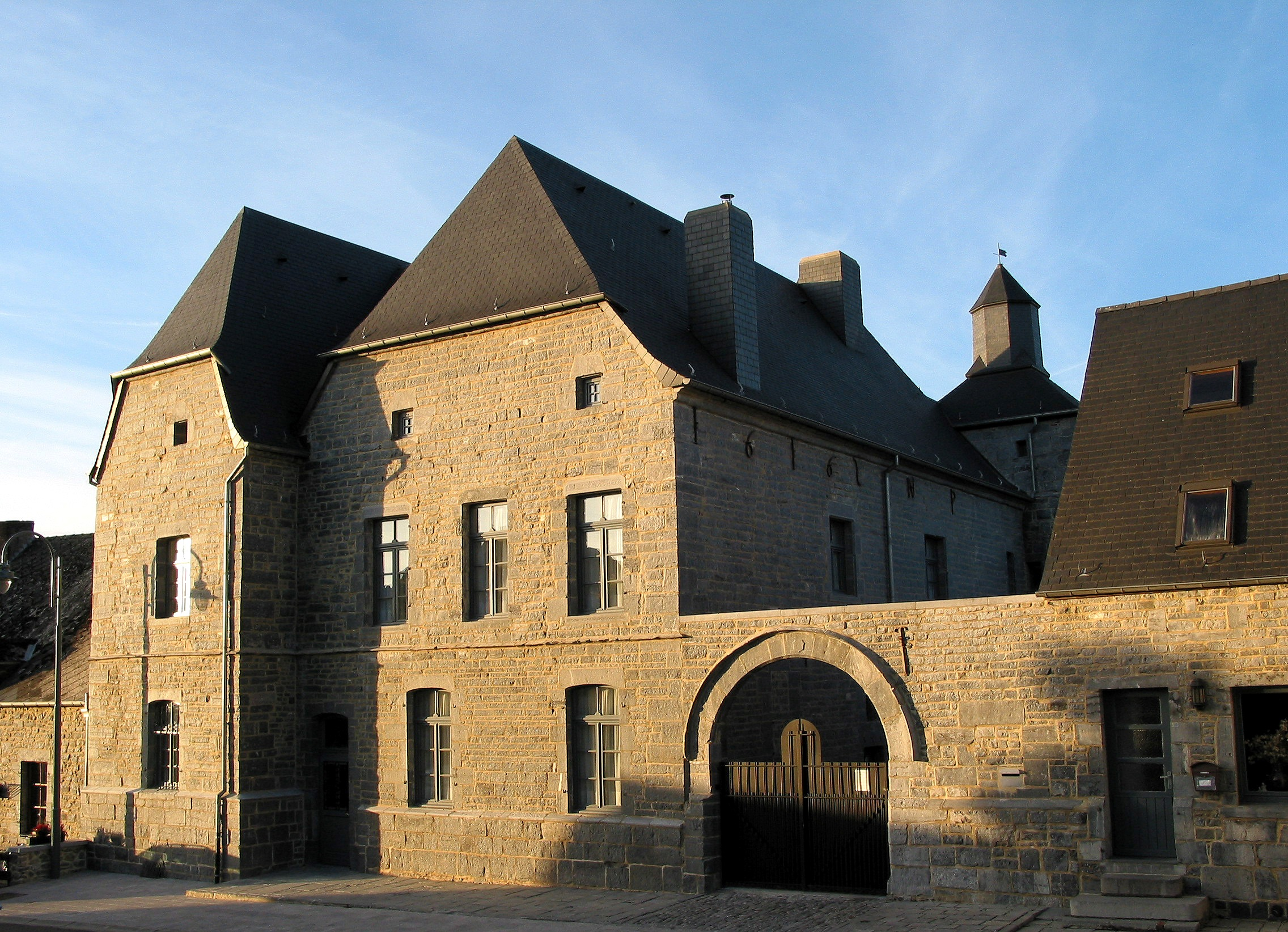
Kasteel/Boerderij (16de/17de eeuwen).